# 迈氏马先蒿
迈氏马先蒿（学名：Pedicularis merrilliana）是列当科马先蒿属的植物。分布于不丹以及中国大陆的四川、甘肃等地，生长于海拔3,250米至4,900米的地区，多生在高山草甸中，目前尚未由人工引种栽培。